# هانس متیسون
هانس متیسون (انگلیسی: Hans Matheson؛ زادهٔ ۷ اوت ۱۹۷۵) بازیگر اهل اسکاتلند است. وی از سال ۱۹۹۵ میلادی تاکنون مشغول فعالیت بوده‌است.
از فیلم‌ها یا برنامه‌های تلویزیونی که وی در آن نقش داشته است، می‌توان به نرون، برخورد تایتان‌ها، شرلوک هولمز، ۳۰۰: ظهور یک امپراطوری، باتوری، من دینا هستم، نیمه روشن و مجموعه تودورها اشاره کرد.